# Dolotschopi-Basilika

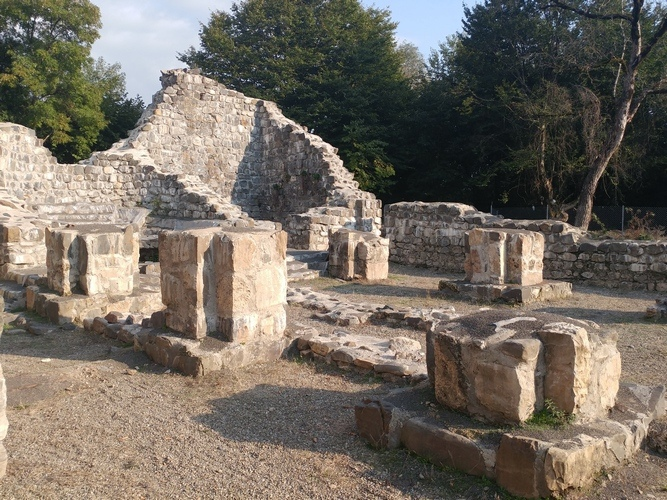
Ruinen der Dolotschopi-Basilika

Die Dolotschopi-Basilika (georgisch დოლოჭოპის ბაზილიკა) ist ein ehemaliges Kirchengebäude am nordwestlichen Rand der Stadt Qwareli in der georgischen Region Kachetien, am rechten Ufer des Flusses Durudschi. Die Ruinen wurden 2010 durch archäologische Ausgrabungen entdeckt. Das Gebäude war eine Kirche vom Typ einer Basilika, 44 Meter lang und 29 Meter breit, mit fünf Säulenpaaren, die den Innenraum in drei Schiffe teilten. Seit 2017 hat die Basilika den Status eines georgischen Kulturdenkmals von nationaler Bedeutung.
In historischen Quellen sind keine schriftlichen Informationen über die Kirche von Dolotschopi erhalten. Archäologische Ausgrabungen im Juli und September 2012 zeigten, dass das Gebäude zum ersten Entwicklungsstadium der georgisch-christlichen Architektur gehört und wahrscheinlich in der ersten Hälfte des 5. Jahrhunderts erbaut wurde. Nach archäologischen Daten muss es im 8. oder 9. Jahrhundert zerstört worden sein. Es ist möglich, dass dies mit den Invasionen von Marwān ibn Muhammad zusammenhängt.
Den Grabartefakten zufolge musste das Dorf um die Kirche Mitte des 13. Jahrhunderts infolge eines der ersten Überfälle mongolischen Invasoren in Georgien aufgegeben werden.